# Lobo límbico
O lobo límbico foi descoberto em 1878, pelo neurologista francês Paul Broca. O lobo límbico (do latim limbus, que significa círculo, anel, etc.) é uma região do córtex cerebral. Constituída por neurônios esse lobo está relacionado ao comportamento sexual, emocional bem como o processamento da memória.
É uma área do córtex que parece ter uma uma forma de círculo que rodeia a junção tele-diencefálica. Situa-se entre o corpo caloso e os lobos frontal, occipital e parietal e curva-se para ocupar parte da superfície medial do que outrora era conhecido como parte do lobo temporal.
Composto maioritariamente:
- Giro cingulado – situado acima do corpo caloso podendo ser seguido até ao esplénio do corpo caloso que serve como referência para o istmo fornicado deste giro cingulado e onde a partir do qual se inicia o giro parahipocampal. Situa-se então superiormente ao corpo caloso e separa-se deste pelo sulco caloso e superiormente é limitado pelo sulco cingulado.
- Giro parahipocampal – a terminação anterior constitui o úncus. O bordo superior deste giro é o sulco hipocampal. Está separado da circunvolução occipto-temporal medial pelo sulco colateral; O úncus limita postero-lateralmente a substância perfurada anterior.
- Existem ainda giros mais pequenos:
  - Giro paraterminal – próximo da lâmina terminal;
  - Área subcalosa – inferiormente ao joelho do corpo caloso.

## Funções
O lobo límbico apresenta diversas funções muito importantes: este lobo mais as estruturas a ele interligadas constituem o sistema límbico, que é muito importante para a resposta emocional, comportamento e memória.